# カレには言えない私のケイカク
『カレには言えない私のケイカク』（原題:The Back-up Plan）は2010年にアメリカ合衆国で公開されたロマンティック・コメディ映画である。監督はアラン・プール、主演はジェニファー・ロペスとアレックス・オロックリンが務めた。
日本国内において本作は劇場公開されなかったが、2014年12月3日にDVDが発売された。
なお、2010年10月に亡くなったトム・ボズリにとっては本作が遺作となった。

## ストーリー
若い頃から理想の男性を追い求めてきたゾーイだったが、その夢を諦め、人工授精で母親になる決断を下した。その日、ゾーイは同じタクシーを捕まえようとしたスタンと出会った。しかも、ゾーイは偶然はいったはずのペットショップと食料品店で再びスタンと顔を合わせたのである。運命的なものを感じたスタンはゾーイをデートに誘った。ゾーイは自分が妊娠しているのかどうかはっきり分からない状況にあり、それをスタンに言うかどうかも迷っていた。庭での夕食中、スタンがワインをこぼしたり出火したりするというハプニングはあったが、ゾーイはデートに満足した。別れ際、スタンは「週末に僕の農場に遊びに来て下さい」とゾーイに言った。自宅に帰ったゾーイは自身が妊娠していることを知った。
ゾーイは自身の妊娠を告げるべく、スタンの農場を訪れることにした。性行為の後にゾーイの告白を聞いたスタンは困惑し、「なぜ行為の前に言わなかったのか」と憤慨した。翌朝、スタンとの関係は終わったと思い込んだゾーイはこっそりと農場を去った。しかし、スタンが復縁を申し出てきたため、2人は再び交際するようになった。産婦人科に行った2人は、ゾーイが双子を妊娠していることを知らされた。自分が父親になるという事実に圧倒されたスタンは、父親とはどういうものかを学ぶために、子供たちの遊び場を訪れた。しかし、子供の遊び場に大人一人で行ってしまったばかりに、スタンは変質者と誤認されてしまった。何とか誤解を解いたスタンは、遊び場に友人が来ているのを見つけ、一緒に父親向けのビデオを見ることにした。その頃、ゾーイは自身が交際中であるが故にシングルマザーの相互互助組織から支援を受けられない状態にあることを知った。スタンは父親になるための次のステップとして、双子用のベビーカーを注文することにした。2人がスーパーマーケットに買い物に行ったところ、そこでスタンの元カノに遭遇した。スタンが「双子は僕の子供ではない」と言うのを聞いたゾーイは、スタンには父親になる覚悟がないと確信し、関係を終わらせることにした。
そんな状況下でゾーイの出産の日は刻一刻と迫っていった。

## キャスト
- ジェニファー・ロペス - ゾーイ
- アレックス・オロックリン - スタン
- ミカエラ・ワトキンス - モナ
- メリッサ・マッカーシー - キャロル
- ダニール・ハリス - オリヴィア
- リンダ・ラヴィン - ナナ
- エリック・クリスチャン・オルセン - クライヴ
- アンソニー・アンダーソン - 遊び場の監視員
- ノーリーン・デウルフ - ダフネ
- ローワン・ブランチャード - モナの娘
- トム・ボズリ - アーサー
- メアリーベス・モンロー - ロリ
- ペギー・マイリー - シャーリー
- ジェニファー・エリス・コックス - 売り子
- シーザー・ミラン - 本人

## 製作
当初、本作は『PlanB』というタイトルで公開される予定だった。2008年12月にはジェニファー・ロペスを主演として起用することが決まった。2009年2月、製作サイドがアラン・プールを本作の監督に起用する予定であるとの報道があった。プールにとって、本作が映画監督デビュー作となった。4月8日、アレックス・オロックリンが本作の出演交渉に入っていると報じられた。本作が3年ぶりの映画出演となったロペスはインタビューで「酷く緊張しています」と述べていた。
2009年5月11日、本作の主要撮影がロサンゼルスで始まった。撮影はカリフォルニア州パサデナでも行われた。

## サウンドトラック
2010年3月26日、本作のサウンドトラックがiTunesで配信された。4月13日にはAmazon.comでの販売が始まった。
| #   | タイトル                                         | 作詞 | 作曲・編曲 | 歌手                                          | 時間 |
| --- | ------------------------------------------------ | ---- | ---------- | --------------------------------------------- | ---- |
| 1.  | 「What Is Love?」                                |      |            | ジェニファー・ロペス                          | 4:27 |
| 2.  | 「Say Hey (I Love You)」                         |      |            | マイケル・フランティ&スピアヘッド             | 3:39 |
| 3.  | 「Fallin' For You」                              |      |            | コルビー・キャレイ                            | 3:36 |
| 4.  | 「Disco Lies」                                   |      |            | モービー                                      | 3:32 |
| 5.  | 「A Beautiful Day」                              |      |            | インディア・アリー                            | 3:51 |
| 6.  | 「Key to My Heart」                              |      |            | ジェシカ・ジャレル                            | 3:54 |
| 7.  | 「Crabbuckit」                                   |      |            | ケイオス                                      | 3:40 |
| 8.  | 「Bottles」                                      |      |            | VVブラウン                                    | 3:02 |
| 9.  | 「You Me & the Bourgeoisie」                     |      |            | ザ・サブマリンズ                              | 3:22 |
| 10. | 「Let's Finish」(Sinden Remix)                   |      |            | クデュ                                        | 4:48 |
| 11. | 「Daydream」(Titles Theme from The Back-up Plan) |      |            | スティーヴン・トラスク                        | 2:25 |
| 12. | 「She Drives Me Crazy」(bonus track)             |      |            | ラニー・ショックン featuring バーバラ・ペリー | 3:14 |
| 13. | 「What a Wonderful World」(bonus track)          |      |            | ラニー・ショックン featuring バーバラ・ペリー | 2:36 |

## 興行収入
2010年4月23日、本作は全米3280館で封切られ、公開初週末に1220万ドルを稼ぎ出し、週末興行収入ランキング初登場2位となった。

## 評価
ジェニファー・ロペスの演技には好意的な評価が集まったが、脚本の出来が悪かったため、本作は批評家から酷評された。映画批評集積サイトのRotten Tomatoesには143件のレビューがあり、平均点は10点満点で3.6点となっている。サイト側による批評家の見解の要約は「ジェニファー・ロペスは以前と変わらない魅力を発揮している。しかし、相互にどう関係し合っているのか不明な登場人物たちと結末が容易に予測できるストーリーのせいで、『カレには言えない私のケイカク』はロペスのスター性を台無しにしている」となっている。また、Metacriticには32件のレビューがあり、加重平均値は34/100となっている。
『ハリウッド・レポーター』のカーク・ハニーカットは「ジェニファー・ロペスの見事な演技によって、『カレには言えない私のケイカク』は計画妊娠を描いたロマコメというお決まりの型を突破した」と評している。『ニューヨーク・タイムズ』のマノーラ・ダーギスは「『カレには言えない私のケイカク』は傑作ではないが、それなりの出来にはなっている」と述べている。『シカゴ・サンタイムズ』のロジャー・イーバートは4つ星評価で1つ星を与え、「贅沢な暮らしをしている美男美女を題材にしたテレビ・コマーシャルのようで辛抱ならない。登場人物たちの頭は空っぽで、思考をしていないかのようだ」と批判している。